# Gloeoporus guerreroanus
Gloeoporus guerreroanus är en svampart som beskrevs av G. Coelho, R.M. Silveira & Rajchenb. 2007. Gloeoporus guerreroanus ingår i släktet Gloeoporus och familjen Meruliaceae.   Inga underarter finns listade i Catalogue of Life.